# 洛迪和約

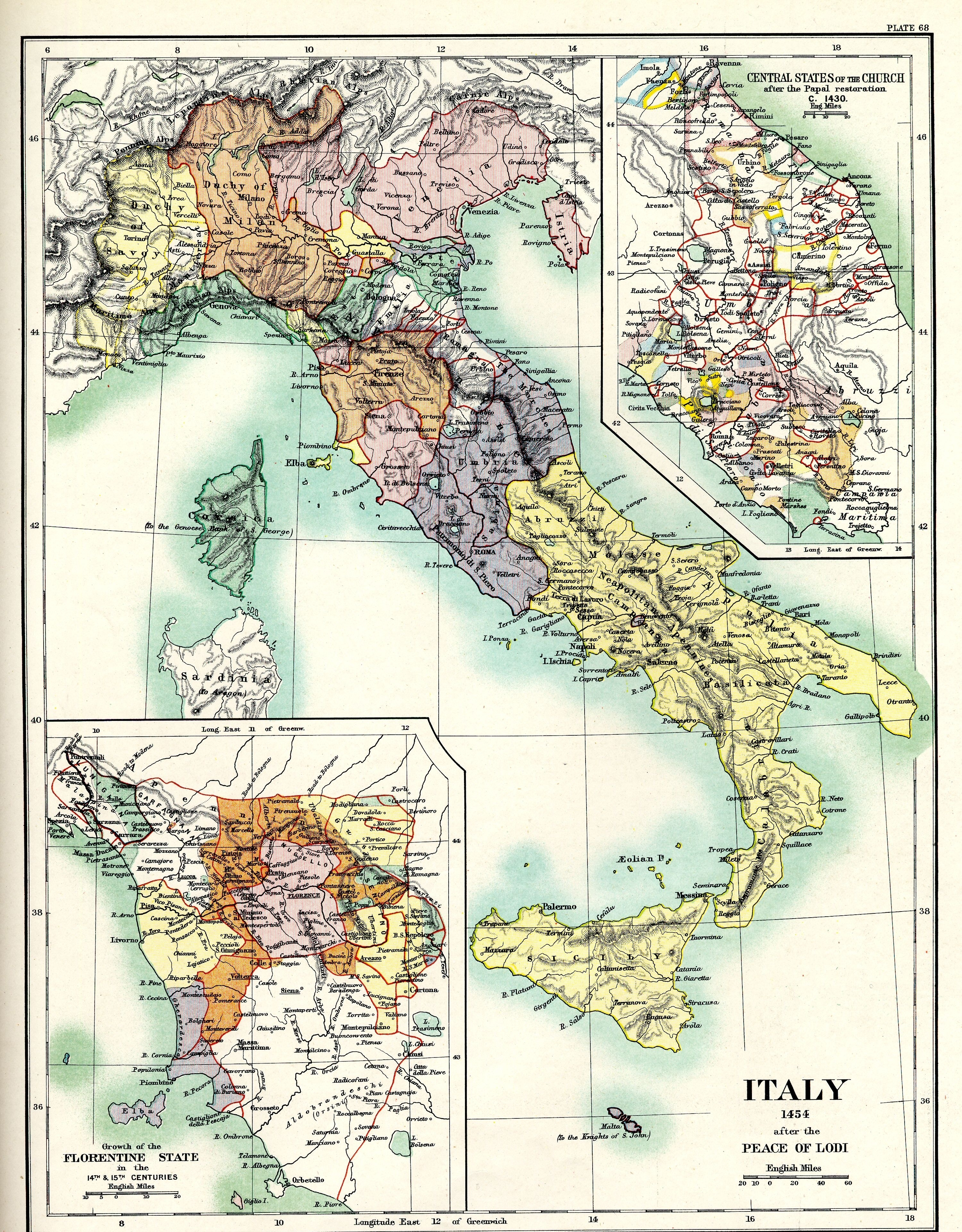
《洛迪和约》后的意大利

《洛迪和約》（Pace di Lodi）是1454年4月9日在倫巴第的洛迪，由那不勒斯王國、佛羅倫斯共和國與米蘭簽定的和平協議，結束米蘭公國繼位戰爭，規定由弗朗切斯科·斯福尔扎一世繼位。 《洛迪和約》為義大利的城邦、大公領地和王國帶來40年的和平。 
《洛迪和約》之前，菲利波·瑪麗亞·維斯孔蒂去世，無兒子繼承。弗朗切斯科一世·斯福尔扎認為應該由他繼承，但是米蘭反對，成為米蘭公國繼位之戰。